# Julius Caesar (pel·lícula)
 Julius Caesar és una pel·lícula estatunidenca dirigida per Joseph Leo Mankiewicz, adaptació de l'obra homònima de William Shakespeare, i estrenada el 1953.

## Argument[1]
Juli Cèsar, ambiciós líder polític, està determinat a esdevenir dictador. És acollit triomfalment a Roma en la celebració dels Lupercales. Els senadors (i en particular Cassius), per la reacció de la multitud, arriben a considerar-ho com una amenaça per a Roma. Però la popularitat de la qual gaudeix Cèsar posa difícil tot complot contra ell. 
Per assegurar-se el suport dels partidaris de Cèsar, Cassi confia en Marcus Brutus, un noble reputat per la seva integritat i el seu idealisme. Si Brutus dona suport a la conspiració, semblaria més legítima pels ciutadans romans. Brutus és igualment un amic proper de Cèsar, cosa que s'afegeix al dilema moral de l'obra.
Com a metàfora de l'acció que s'anuncia, una forta tempesta s'abat sobre Roma. Brutus reflexiona sobre la seva conducta, adonant-se que la conspiració podria realment fer d'ell un assassí. Finalment, gràcies a Cassius i als altres, Brutus aconsegueix considerar aquest acte com benèfic. Tanmateix, Brutus dissuadeix els conspiradors de matar també Marc Antoni. Cèsar, ja posat en guàrdia per un endeví i Calpúrnia, la seva dona, ignora els seus consells i torna al Senat. És apunyalat per Cassi, Brutus i els altres.
Marc Antoni acorda una treva amb els conspiradors i demana acompanyar el cos de Cèsar i parlar al seu funeral. Brutus hi consent i lliura un discurs al poble per explicar les raons de l'assassinat.
Marc Antoni segueix amb el famós monòleg i per la seva brillant ironia aconsegueix atreure els favors de la multitud anteriorment girada a la causa dels conspiradors.
Els porta a reclamar venjança envers Cassi, Brutus i tots aquells associats a la mort de Cèsar. Marc Antoni maquina llavors amb Octavi (el nebot de César) i Lepidus per aconseguir el control de Roma per la força de les armes. Eliminen així un bon nombre dels conspiradors i d'altres percebuts com a enemics.
Mentrestant, Brutus i Cassi aixequen un exèrcit contra ells. En l'última batalla, Brutus té avantatge sobre Octavi, però Cassi sucumbeix en un atac de Marc Antoni. 
Enfrontant-se a Marc Antoni i Octavi, l'exèrcit de Brutus és desfet i Brutus escull suïcidar-se abans de caure. 
Descobrint el cos, Marc Antoni es lamenta de la fi tràgica de Brutus, declarant que era el més noble d'entre tots.

## Galeria

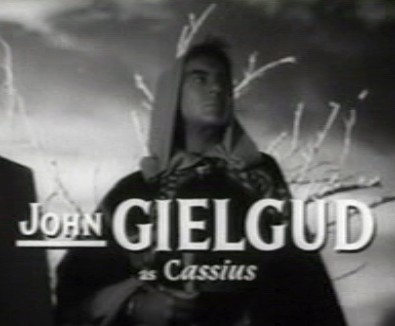
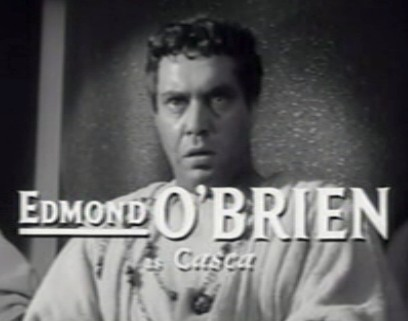
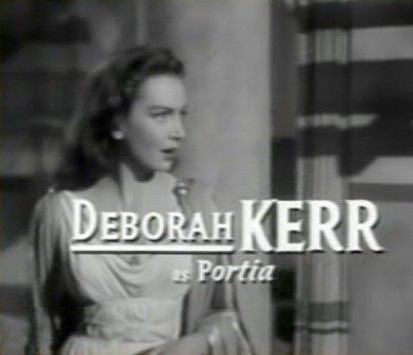
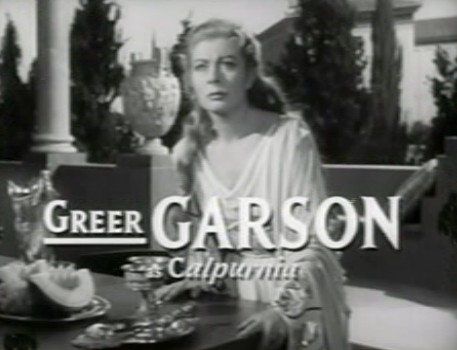

## Repartiment
- Marlon Brando: Marc Antoni
- James Mason: Brutus
- John Gielgud: Cassi
- Louis Calhern: Juli Cèsar
- Edmond O'Brien: Casca
- Greer Garson: Calpurnia
- Deborah Kerr: Portia
- Douglas Watson: Octavi
- Ian Wolfe: Quintus Ligarius
- John Lupton: Marc Terenci Varró
- John Parrish: Titinius
- Alan Napier: Ciceró
- John Hoyt: Decius Brutus
- Tom Powers: Metellus Cimber
- William Cottrell: Cinna
- Douglass Dumbrille: Lepidus
- Rhys Williams: Lucilius
- Lumsden Hare: Publius
- Michael Pate: Flavius

## Premis i nominacions

### Premis
- 1954. Oscar a la millor direcció artística per Cedric Gibbons, Edward C. Carfagno, Edwin B. Willis & Hugh Hunt
- 1954. BAFTA al millor actor anglès per John Gielgud,
- 1954. BAFTA al millor actor estranger per Marlon Brando

### Nominacions
- 1954. Oscar a la millor pel·lícula
- 1954. Oscar al millor actor per Marlon Brando
- 1954. Oscar a la millor fotografia per Joseph Ruttenberg
- 1954. Oscar a la millor música per Miklós Rózsa
- 1954. BAFTA a la millor pel·lícula